# Route nationale 109 (France)
Pour les articles homonymes, voir Route nationale 109.
La route nationale 109, ou RN 109, était une route nationale française reliant Clermont-l'Hérault à Montpellier. C’est une antenne de la route nationale 9.
Aujourd'hui, elle prolonge l'A750 de l'échangeur  62 à Montpellier et pourrait être intégré à l'autoroute. Elle mesure 8 km.

## De Clermont-l'Hérault à Montpellier
Les communes traversées sont :
- Clermont-l'Hérault (km 0)
- Saint-André-de-Sangonis (km 3)
- Gignac (km 7)
- Saint-Paul-et-Valmalle (km 18)
- Juvignac (km 33)
- Montpellier (km 37)

## Futur
La RN 109 est progressivement aménagée à 2×2 voies. Elle est appelée à être totalement absorbée par l'autoroute A750 dont l'usage sera gratuit tout comme l'A75 dont elle sera une antenne.

## Lieux Sensibles
- À l'entrée de Montpellier, la RN 109 se sépare en deux branches : une vers Montpellier-Mosson et une autre vers Montpellier-centre et sur laquelle les ralentissements et bouchons sont très fréquents.
- À la sortie Juvignac-La Plaine, le carrefour de croisement est dangereux si on veut s'engager vers Juvignac-Centre (pas de visibilité, voitures arrivant vite).